# 車庫當代藝術博物館
車庫當代藝術博物館（Музей современного искусства «Гараж»），簡稱為車庫博物館，是俄羅斯莫斯科一間私人藝術畫廊。達莎·朱可娃和罗曼·阿尔卡季耶维奇·阿布拉莫维奇於2008年創立車庫當代文化中心，並於2014年5月1日更名。自2015年6月起，車庫當代藝術博物館搬遷到荷蘭建築師雷姆·库哈斯設計的建築。
車庫當代藝術博物館除了提供永久收藏和展覽外，還作為研究中心運作。車庫當代藝術博物館擁有1950年代以來俄羅斯的當代藝術檔案，也開展教育計劃，並出版有關俄羅斯和國際藝術和文化發展。

## 外部連結
- 官方网站